# 1222
Évszázadok: 12. század – 13. század – 14. század
Évtizedek: 1170-es évek – 1180-as évek – 1190-es évek – 1200-as évek – 1210-es évek – 1220-as évek – 1230-as évek – 1240-es évek – 1250-es évek – 1260-as évek – 1270-es évek
Évek: 1217 – 1218 – 1219 – 1220 –  1221 – 1222 – 1223 – 1224 – 1225 – 1226 – 1227

## Események
- Az év elején II. András magyar király szóban biztosítja az egyházi személyek adó- és a törvénykezés alóli mentességét.
- Az év elején III. Ióannész nikaiai császár trónra lépése (1254-ig uralkodik).

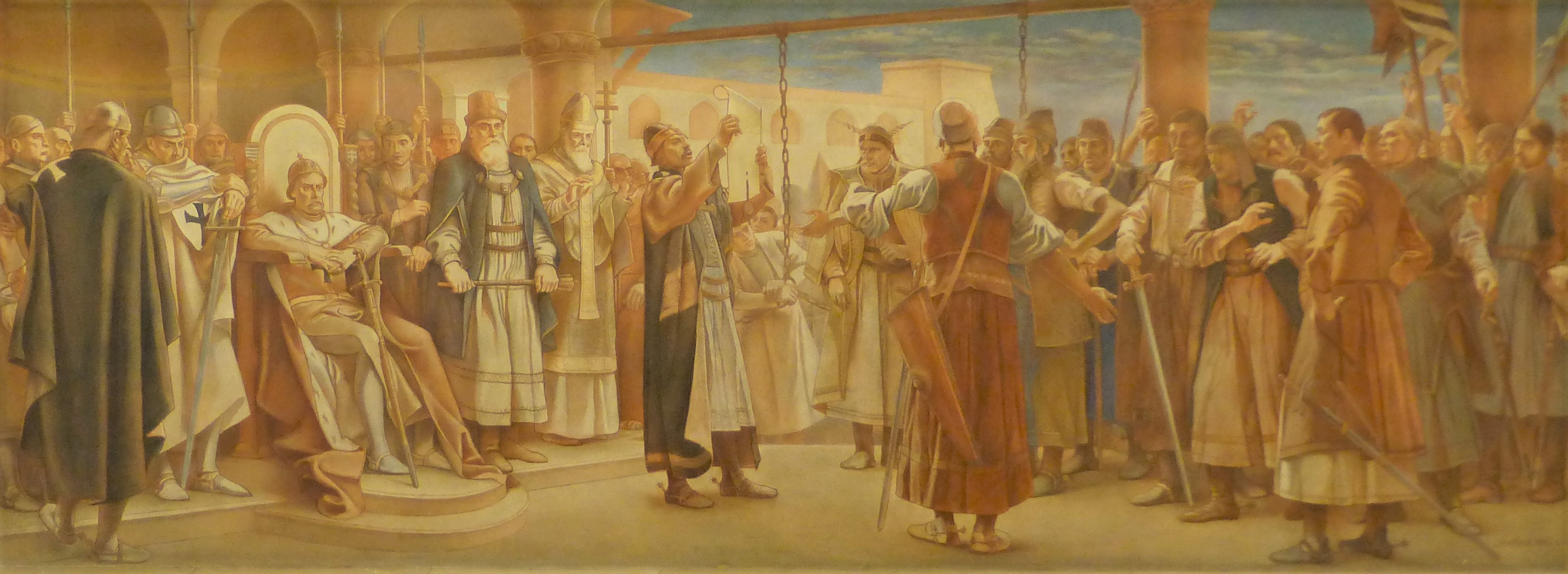
II. András kihirdeti az Aranybullát

- április 24. – II. András Fehérváron kiadja az Aranybullát. Kiadásával azonban nem símulnak el az ellentétek. A király ugyanis a bulla rendelkezéseit nem akarta betartani és az egyház is fellépett ellene jogainak korlátozása miatt. Mozgalom indul Béla herceg trónrajuttatása érdekében, de a felek később kibékülnek.
- május 8. – (VII.) Henrik német királlyá koronázása (1235-ben apja megfosztja a tróntól).
- XI. Erik Eriksson svéd király trónra lépése (1229-ben megfosztják trónjától).
- I. Ottokár cseh király újraegyesíti Csehországot Morvaországgal.
- I. Andronikosz Gidosz trapezunti császár trónra lépése (1235-ig uralkodik).
- A padovai egyetem alapítása.[1]

## Halálozások
- március 10. – I. János svéd király, a Sverker nemzetség utolsó uralkodója (* 1201)
- augusztus folyamán – Laszkarisz I. Theodórosz nikaiai császár (* 1174), IV. Béla apósa (vagy már 1221 novemberében meghalt)